# Natasha Bedingfield
Natasha Bedingfield (sinh ngày 26 tháng 11 năm 1981) là một ca sĩ hát nhạc pop người Anh, và là em gái của ca sĩ Daniel Bedingfield. Đĩa đơn đầu tay của cô mang tên "Single" (phát hành năm 2004), được tiếp theo với bài hát "These Words" phát hành tiếp sau đó. Và các album Unwritten, Pocketful of Sunshine được phát hành và đã mang lại cho Bedingfield một số thành công đáng kể. Cô cũng được đề cử một giải Grammy cho "Nữ ca sĩ trình diễn Pop" xuất sắc nhất" năm 2006.

## Tiểu sử
Natasha Bedingfield sinh tại Lewisham, phía đông-nam Luân Đôn. Bố mẹ cô là người New Zealand và làm công tác từ thiện. Natasha sống trong một gia đình rất yêu âm nhạc. Natasha biết chơi hai loại nhạc cụ là piano và guitar.
Ngày 21/3/2009 Natasha Bedingfield chính thức kết hôn với Matthew Robinson, một thương gia thành đạt.

## Sự nghiệp âm nhạc
Để chứng tỏ ý định kinh doanh của mình, Natasha đã dành nhiều thời gian ở Mỹ. Hiện cô đang thực hiện tour quảng cáo 4 tuần và sẽ tạm thời chuyển tới Los Angeles vào tháng 9 tới. "Mọi người cần chứng kiến sự thay đổi của tôi theo thời gian", nghệ sĩ người Anh này nói. "Với toàn bộ nội dung, hình ảnh và những lần quảng cáo trên truyền hình ngày nay, mọi người nghĩ họ luôn bị điều khiển. Tôi muốn họ hiểu rằng với tôi họ thực sự được chia sẻ".
Một lần Natasha đưa những cuốn băng "demo" của mình tới Phonogenic. Hãng thu âm này, có ấn tượng sâu sắc cả về âm nhạc và quan điểm đặc biệt của cô, đã quyết định ký hợp đồng. Natasha tới ngay Los Angeles trong 6 tháng để sáng tác và thu âm. Đĩa đơn đầu tiên của cô với tên gọi "Single", đã xuất hiện ngay trên các bảng xếp hạng Anh, vì vậy Natasha làm tiếp đĩa đơn thứ hai, "These Words". "Unwritten", single thứ ba đầy cảm hứng cô dành cho sinh nhật thứ 14 của cậu em trai Joshua. Tháng 9 năm đó, Natasha ra mắt album đầu tay, Unwritten. Tháng 10/2004, Unwritten đã đạt được đĩa bạch kim.
Năm 2005, hãng Epic vừa phát hành Unwritten tại Mỹ, những người dân Mỹ say mê nhạc pop sẽ được biết tới "sự chia sẻ thực sự" này. Trong lần ra mắt đầu tiên tại Mỹ, album có sự thay đổi nhỏ. Các ca khúc "Stumble" và "The One That Got Away" thay cho "I'm a Bomb" và "Frogs and Princes", trong khi "These Words" được hoà âm lại. Ngoài ra, trong "Drop Me in the Middle" có sự kết hợp cùng nữ nghệ sĩ rap Estelle (thay cho Bizarre của nhóm D12), người được đánh giá cao trong nghệ thuật ứng tác. Natasha, cùng anh trai Daniel và Keith Naftaly - phó chủ tịch A&R của hãng Sony Music - đã cải biên lại album cho phù hợp với thị hiếu khán giả Mỹ. Trong nhiều tháng kể từ lần phát hành này, Bedingfield tâm sự cô có nhiều thời gian hơn để chứng tỏ mình. "Ngay lúc xuất phát, bạn đặt chân vào một đôi giày hoàn toàn không thích hợp. Nhưng sau đó bạn học được cách làm thế nào để có thể đi được. Năm nay, với sự khởi đầu đầy tươi sáng tại Mỹ, chắc chắn đôi giày đó hoàn toàn xứng hợp với tôi". Trên phạm vi thế giới, "These Words", với phong cách hip hop đầy hứng thú, đã vươn lên vị trí dẫn đầu tại 12 quốc gia. Là single đứng đầu tại Mỹ, hit này đứng trong top 20 trên bảng xếp hạng Mainstream Top 40 của Billboard và tiếp tục vươn cao lên Pop 100, Pop 100 Airplay và tổng sắp Billboard Hot 100. Nhạc phẩm này đồng thời có tên trong top 10 ca khúc pop download tại dịch vụ iTunes của hãng Apple Computer. Bất chấp những gì sẽ có thể xảy ra trong tương lai, Natasha cảm thấy cô đã tiến khá xa: "Với một người Anh tới từ hòn đảo nhỏ, thật hồi hộp khi chứng kiến mọi người phản ứng ra sao với ca khúc của mình tại Mỹ. Với tôi, đó thực sự là điều quan trọng". Natasha Bedingfield được xem là mẫu phụ nữ hiểu rõ mình là ai và mình muốn gì. Là em gái của ngôi sao nhạc pop Daniel Bedingfield, Natasha đã không thua kém anh mình khi cô chinh phục sân khấu âm nhạc năm 2004 với các đĩa đơn "Single", "These Words" và "Unwritten". và i cant fly
Không đếm xỉa tới thành công của mình, Natasha vẫn chưa đính hôn cùng ai. "Trái với những gì một số tạp chí phụ nữ có thể kể với bạn", cô nói, "bạn vẫn chưa được coi là hoàn thiện nếu bạn thiếu một anh chàng... Với tôi, độc thân vẫn là lý tưởng". Natasha Bedingfield tin rằng vẻ đẹp quyến rũ là tất cả những gì hoàn mỹ và hấp dẫn nhất, nhưng điều đó chẳng có nghĩa gì nếu bạn "thiếu đi vẻ đẹp tâm hồn". Cô cũng phần nào tự tin vào khả năng sẽ thực hiện được tất cả những khao khát của chính mình.
Tại giải MTV châu Âu, Natasha Bedingfield đã giành giải "Nghệ sĩ Anh và Ireland xuất sắc nhất". Cô được yêu cầu trình diễn trong Top of the Pops tại lễ trao giải BRIT Awards và MTV Europe Music Awards. Natasha bộc lộ sự quan tâm tới âm nhạc rất sớm. Daniel và em gái Nikola đã chia sẻ niềm đam mê cùng Natasha, và ba anh em nhà Bedingfield đã thành lập nhóm nhạc của riêng mình, nhóm DNA Algorithm, khi họ đều ở tuổi teen. Nhưng với riêng Natasha, âm nhạc vẫn là sở thích hàng đầu. Đắn đo giữa việc theo đuổi nghệ thuật hay nghiên cứu chuyên sâu về tâm lý tại trường, Natasha quyết định chọn tâm lý học. Sau hai năm cân nhắc giữa học tập và âm nhạc, Natasha rời khỏi trường đại học và dành toàn bộ thời gian sáng tác ca khúc. Chuyên tâm mài giũa kỹ năng guitar và piano, Natasha viết các bài hát và thu âm tại phòng thu của một số người bạn cô trong niềm hy vọng xây nên một hợp tuyển ca khúc có thể đưa tới một hãng thu âm. Trong khi chờ đợi, anh trai cô đã trở thành một ngôi sao nhạc pop, còn Natasha, với tài năng của mình được khích lệ từ tấm gương của anh trai, có nhiều cơ hội tiếp xúc trong ngành công nghiệp âm nhạc.

## Album
- 2004: Unwritten
- 2007: N.B.
- 2008: Pocketful of Sunshine